# Sébastien Brasseur
Sébastien Brasseur (2 de noviembre de 1985) es un deportista francés que compitió en tiro con arco, en la modalidad de arco compuesto.
Ganó una medalla en el Campeonato Mundial de Tiro con Arco al Aire Libre de 2013 y dos medallas en el Campeonato Mundial de Tiro con Arco en Sala, en los años 2007 y 2009.
Además, obtuvo dos medallas en el Campeonato Europeo de Tiro con Arco al Aire Libre, en los años 2006 y 2008, y tres medallas en el Campeonato Europeo de Tiro con Arco en Sala entre los años 2006 y 2015.

## Palmarés internacional
| Campeonato Mundial al Aire Libre | Campeonato Mundial al Aire Libre | Campeonato Mundial al Aire Libre | Campeonato Mundial al Aire Libre |
| Año                              | Lugar                            | Medalla                          | Prueba                           |
| -------------------------------- | -------------------------------- | -------------------------------- | -------------------------------- |
| 2013                             | Belek (Turquía)                  | Medalla de bronce                | Equipo                           |
| Campeonato Mundial en Sala       |                                  |                                  |                                  |
| Año                              | Lugar                            | Medalla                          | Prueba                           |
| 2007                             | Esmirna (Turquía)                | Medalla de plata                 | Equipo                           |
| 2009                             | Rzeszów (Polonia)                | Medalla de bronce                | Equipo                           |
| Campeonato Europeo al Aire Libre |                                  |                                  |                                  |
| Año                              | Lugar                            | Medalla                          | Prueba                           |
| 2006                             | Atenas (Grecia)                  | Medalla de oro                   | Individual                       |
| 2008                             | Vittel (Francia)                 | Medalla de plata                 | Equipo                           |
| Campeonato Europeo en Sala       |                                  |                                  |                                  |
| Año                              | Lugar                            | Medalla                          | Prueba                           |
| 2006                             | Jaén (España)                    | Medalla de bronce                | Equipo                           |
| 2013                             | Rzeszów (Polonia)                | Medalla de plata                 | Equipo                           |
| 2015                             | Koper (Eslovenia)                | Medalla de plata                 | Equipo                           |